# Zoop
Zoop är ett pusselspel utvecklat av Hookstone Productions och utgivet av Viacom New Media 1995.